# Ченеква (Вісконсин)
Ченеква (англ. Chenequa) — селище (англ. village) в США, в окрузі Вокеша штату Вісконсин. Населення — 526 осіб (2020).

## Географія
Ченеква розташована за координатами 43°7′23″ пн. ш. 88°22′53″ зх. д. / 43.12306° пн. ш. 88.38139° зх. д. (43.123134, -88.381387).  За даними Бюро перепису населення США в 2010 році селище мало площу 12,20 км², з яких 9,18 км² — суходіл та 3,02 км² — водойми.

## Демографія
Згідно з переписом 2010 року, у селищі мешкало 590 осіб у 232 домогосподарствах у складі 186 родин. Густота населення становила 48 осіб/км².  Було 324 помешкання (27/км²).
Расовий склад населення:
| - 96,9 % — білих - 0,8 % — азіатів - 0,5 % — корінних американців - 0,2 % — чорних або афроамериканців |

До двох чи більше рас належало 1,4 %. Частка іспаномовних становила 1,0 % від усіх жителів.
За віковим діапазоном населення розподілялося таким чином: 21,7 % — особи молодші 18 років, 55,6 % — особи у віці 18—64 років, 22,7 % — особи у віці 65 років та старші. Медіана віку мешканця становила 50,6 року. На 100 осіб жіночої статі у селищі припадало 96,0 чоловіків;  на 100 жінок у віці від 18 років та старших — 94,9 чоловіків також старших 18 років.
Середній дохід на одне домашнє господарство  становив 261 676 доларів США (медіана — 144 500), а середній дохід на одну сім'ю — 304 088 доларів (медіана — 176 750). За межею бідності перебувало 1,1 % осіб, у тому числі 0,0 % дітей у віці до 18 років та 2,2 % осіб у віці 65 років та старших.
Цивільне працевлаштоване населення становило 235 осіб. Основні галузі зайнятості: виробництво — 26,0 %, освіта, охорона здоров'я та соціальна допомога — 20,0 %, фінанси, страхування та нерухомість — 17,0 %.